# Bayside Gardens (Oregón)
Bayside Gardens es un lugar designado por el censo ubicado en el condado de Tillamook en el estado estadounidense de Oregón. En el año 2010 tenía una población de 880 habitantes.

## Geografía
Bayside Gardens se encuentra ubicado en las coordenadas 45°42′54.02″N 123°55′1.36″O / 45.7150056, -123.9170444.